# ソレヨリノ前奏詩
『ソレヨリノ前奏詩』（ソレヨリノプロローグ）は、2015年2月27日にminoriから発売された18禁恋愛アドベンチャーゲームである。

## ストーリー
主人公・宮坂終は、物心ついた頃から、人の感情が読めてしまい、満員電車といった人混みでは大勢の感情が流れ込み、それは苦痛でしかなかった。そんなある日、終は同じ車両に乗っている一人の少女を見つける。

## 登場人物

### メインキャラクター
宮坂 終（みやさか しゅう）
主人公。人の感情が読めてしまう少年。
姫野 永遠（ひめの とわ）
声：くすはらゆい
終の同級生。物静かな性格だが、自己主張はできる。
佐倉井 真響（さくらい まゆら）
声：春田花音
終の幼馴染でクラスメイト。
都築 はるか（つづき はるか）
声：日向美紅
終の後輩。病弱キャラを演じるなど人を騙すのが好き。

### サブキャラクター
星河 マキ（ほしかわ マキ）
声：萌々葉
終のクラスメイトで委員長。
天海 静（あまみ しず）
声：戸倉藍莉
終の一つ上の先輩。
大地 蒼太（だいち そうた）
終の友人。

## スタッフ・主題歌
- キャラクターデザイン：柚子奈ひよ、sataりすく、水野早桜
- シナリオ：鏡遊、御影、花見田ひかる、伝野てつ
- 音楽：天門

主題歌
オープニングテーマ「Cherish」
作詞：酒井伸和 / 作曲＆編曲：天門 / 歌：原田ひとみ
エンディングテーマ「prologue」
作詞：Ayumi. / 作曲＆編曲：柳英一朗 /歌：Astilbe x Arendsii
- 収録CD：特典マキシシングル『Cherish』

## ラジオ
- 【ソレヨリノ前奏詩・Webラジオ】『ソレらじ』
- 放送時期：2015年1月30日 - 2015年4月10日、全10回。
- パーソナリティ：くすはらゆい（姫野永遠役）

ゲスト
- 日向美紅（都築はるか役、第1、2、9、10回）
- 春田花音（佐倉井真響役、第3、4回）

## 開発
本作の背景は、神奈川県の横須賀市(横須賀線横須賀駅や京急本線汐入駅周辺)と三浦市(城ヶ島)の風景が使われた。
本作のHシーンには手作りの効果音がつけられ、最初は挽肉やおもちゃが使われていた。

## 反響
| 部門名       | Getchu.com |
| ------------ | ---------- |
| 総合         | 20位       |
| シナリオ     | 10位       |
| グラフィック | 2位        |
| 音楽         | 圏外       |
| システム     | 圏外       |
| ムービー     | 4位        |
| エッチ       | 3位        |

本作は、Getchu.com主催の美少女ゲーム大賞2015の複数の部門において、10位または20位以内にランクインした。
本作の進行と演出を手がけていた鋏鷺は、受賞コメントの中で、アダルトゲームの出演が初めての声優に出演して貰ったにもかかわらず、エロ部門で3位を受賞して驚いたと振り返っており、初々しさが認められたのではないかと述べている。